# Оксид рутения(III)
Оксид рутения(III) — неорганическое соединение, 
оксид металла рутения с формулой Ru2O3,
чёрные кристаллы.

## Получение
- Осторожное обезвоживание гидроксида рутения(III):

{\displaystyle {\mathsf {2Ru(OH)_{3}\ {\xrightarrow {}}\ Ru_{2}O_{3}+3H_{2}O}}}

## Физические свойства
Оксид рутения(III) образует чёрные кристаллы.
Не растворяется в воде.

## Химические свойства
- Разлагается при нагревании:

{\displaystyle {\mathsf {2Ru_{2}O_{3}\ {\xrightarrow {T}}\ 3RuO_{2}+Ru}}}